# Tropidotrechus
Tropidotrechus is een geslacht van kevers uit de familie van de loopkevers (Carabidae). De wetenschappelijke naam van het geslacht is voor het eerst geldig gepubliceerd in 1927 door Jeannel.

## Soorten
Het geslacht Tropidotrechus omvat de volgende soorten:
- Tropidotrechus bawbawensis Moore, 1972
- Tropidotrechus microps Moore, 1972
- Tropidotrechus vicinus Moore, 1972
- Tropidotrechus victoriae (Blackburn, 1894)